# Manuel Mantilla
Pour les articles homonymes, voir Manuel Rodríguez, Mantilla et Rodríguez.
Manuel Mantilla Rodríguez est un boxeur cubain né le 25 septembre 1973.

## Carrière
Sa carrière est principalement marquée par un titre de champion du monde de boxe amateur à Budapest en 1997 dans la catégorie poids mouches et par une médaille de bronze aux Jeux panaméricains de Winnipeg en 1999.

## Référence
1. ↑  (en) Résultats des championnats du monde de boxe amateur 1997 (amateur-boxing.strefa.pl)